# Åshagen
Åshagen är en  stadsdel i det administrativa bostadsområdet Rönnby i norra Västerås. Området är ett bostadsområde som ligger norr om Norrleden mellan Skultunavägen och Önsta-Gryta.
I Åshagen finns två villaområden, dels det vid Rocklundaskogen, dels i det senare byggda Billsta trädgårdsväg med infart från Skultunavägen. Närheten till Rocklundaskogen ger fina möjligheter till friluftsliv. Här finns anlagda promenadslingor och vintertid pistade längdskidspår.
Området avgränsas av södra gränsen mot Rönnby, östra villaområdets gräns mot Rocklundaskogen, Norrleden och Skultunavägen.
Området gränsar i norr till Rönnby, i öster till Rocklundaskogen, i söder mot Rocklunda och Hovdestalund och i väster till Billsta.